# Lista över fornlämningar i Östhammars kommun (Harg)
Lista över fornlämningar i Östhammars kommun (Harg) är en förteckning av ett urval av de fornlämningar som finns i Harg i Östhammars kommun.
| Namn                                 | Lämningstyp         | Tillkomsttid | Historisk indelning | Plats | Läge                 | ID-nr          | Bild                                 |
| ------------------------------------ | ------------------- | ------------ | ------------------- | ----- | -------------------- | -------------- | ------------------------------------ |
| Harg 1:1                             | Gravfält            |              | Harg, Uppland       |       | 60.245900, 18.368519 | 10023500010001 | Ladda upp en bild av detta fornminne |
| Harg 2:1                             | Stensättning        |              | Harg, Uppland       |       | 60.209546, 18.299327 | 10023500020001 | Ladda upp en bild av detta fornminne |
| Harg 8:1                             | Gravfält            |              | Harg, Uppland       |       | 60.202230, 18.338688 | 10023500080001 | Ladda upp en bild av detta fornminne |
| Harg 8:2                             | Gravfält            |              | Harg, Uppland       |       | 60.201692, 18.338826 | 10023500080002 | Ladda upp en bild av detta fornminne |
| Harg 8:3                             | Gravfält            |              | Harg, Uppland       |       | 60.201504, 18.339484 | 10023500080003 | Ladda upp en bild av detta fornminne |
| Harg 8:4                             | Gravfält            |              | Harg, Uppland       |       | 60.201408, 18.338524 | 10023500080004 | Ladda upp en bild av detta fornminne |
| Harg 18:1                            | Gravfält            |              | Harg, Uppland       |       | 60.199035, 18.354818 | 10023500180001 | Ladda upp en bild av detta fornminne |
| Harg 19:1                            | Gravfält            |              | Harg, Uppland       |       | 60.200193, 18.353517 | 10023500190001 | Ladda upp en bild av detta fornminne |
| Harg 21:1                            | Gravfält            |              | Harg, Uppland       |       | 60.219004, 18.364598 | 10023500210001 | Ladda upp en bild av detta fornminne |
| Harg 22:1                            | Gravfält            |              | Harg, Uppland       |       | 60.218713, 18.362946 | 10023500220001 | Ladda upp en bild av detta fornminne |
| Harg 23:1                            | Gravfält            |              | Harg, Uppland       |       | 60.219596, 18.362600 | 10023500230001 | Ladda upp en bild av detta fornminne |
| Harg 24:1                            | Gravfält            |              | Harg, Uppland       |       | 60.220641, 18.361168 | 10023500240001 | Ladda upp en bild av detta fornminne |
| Harg 33:1                            | Gravfält            |              | Harg, Uppland       |       | 60.228212, 18.393613 | 10023500330001 | Ladda upp en bild av detta fornminne |
| Harg 35:1                            | Gravfält            |              | Harg, Uppland       |       | 60.186205, 18.393952 | 10023500350001 | Ladda upp en bild av detta fornminne |
| Harg 37:1                            | Runristning         |              | Harg, Uppland       |       | 60.187128, 18.399151 | 10023500370001 | Ladda upp en bild av detta fornminne |
| Harg 39:1                            | Gravfält            |              | Harg, Uppland       |       | 60.170991, 18.407310 | 10023500390001 | Ladda upp en bild av detta fornminne |
| Harg 42:1                            | Gravfält            |              | Harg, Uppland       |       | 60.176723, 18.400410 | 10023500420001 | Ladda upp en bild av detta fornminne |
| Harg 43:1                            | Gravfält            |              | Harg, Uppland       |       | 60.177795, 18.399668 | 10023500430001 | Ladda upp en bild av detta fornminne |
| Harg 45:1                            | Gravfält            |              | Harg, Uppland       |       | 60.179329, 18.398566 | 10023500450001 | Ladda upp en bild av detta fornminne |
| Harg 48:1                            | Gravfält            |              | Harg, Uppland       |       | 60.203864, 18.340486 | 10023500480001 | Ladda upp en bild av detta fornminne |
| Harg 49:1                            | Gravfält            |              | Harg, Uppland       |       | 60.192345, 18.535472 | 10023500490001 | Ladda upp en bild av detta fornminne |
| Harg 50:1                            | Stensättning        |              | Harg, Uppland       |       | 60.192216, 18.537188 | 10023500500001 | Ladda upp en bild av detta fornminne |
| Harg 50:2                            | Stensättning        |              | Harg, Uppland       |       | 60.192163, 18.537454 | 10023500500002 | Ladda upp en bild av detta fornminne |
| Harg 74:1                            | Gravfält            |              | Harg, Uppland       |       | 60.084105, 18.404704 | 10023500740001 | Ladda upp en bild av detta fornminne |
| Harg 75:1                            | Stensättning        |              | Harg, Uppland       |       | 60.089943, 18.399749 | 10023500750001 | Ladda upp en bild av detta fornminne |
| Harg 75:2                            | Stensättning        |              | Harg, Uppland       |       | 60.089791, 18.399710 | 10023500750002 | Ladda upp en bild av detta fornminne |
| Harg 76:1                            | Gravfält            |              | Harg, Uppland       |       | 60.087603, 18.397187 | 10023500760001 | Ladda upp en bild av detta fornminne |
| Harg 78:1                            | Gravfält            |              | Harg, Uppland       |       | 60.093439, 18.410543 | 10023500780001 | Ladda upp en bild av detta fornminne |
| Harg 79:1                            | Gravfält            |              | Harg, Uppland       |       | 60.095692, 18.397957 | 10023500790001 | Ladda upp en bild av detta fornminne |
| Harg 80:1                            | Lägenhetsbebyggelse |              | Harg, Uppland       |       | 60.097279, 18.396263 | 10023500800001 | Ladda upp en bild av detta fornminne |
| Harg 81:1                            | Gravfält            |              | Harg, Uppland       |       | 60.098893, 18.398254 | 10023500810001 | Ladda upp en bild av detta fornminne |
| Harg 82:1                            | Stensättning        |              | Harg, Uppland       |       | 60.097439, 18.404366 | 10023500820001 | Ladda upp en bild av detta fornminne |
| Harg 83:1                            | Gravfält            |              | Harg, Uppland       |       | 60.097190, 18.406388 | 10023500830001 | Ladda upp en bild av detta fornminne |
| Harg 84:1                            | Gravfält            |              | Harg, Uppland       |       | 60.096847, 18.409252 | 10023500840001 | Ladda upp en bild av detta fornminne |
| Harg 86:1                            | Gravfält            |              | Harg, Uppland       |       | 60.100620, 18.401661 | 10023500860001 | Ladda upp en bild av detta fornminne |
| Harg 87:1                            | Gravfält            |              | Harg, Uppland       |       | 60.103349, 18.402731 | 10023500870001 | Ladda upp en bild av detta fornminne |
| Harg 88:1                            | Gravfält            |              | Harg, Uppland       |       | 60.100485, 18.408491 | 10023500880001 | Ladda upp en bild av detta fornminne |
| Harg 89:1                            | Stensättning        |              | Harg, Uppland       |       | 60.101158, 18.408675 | 10023500890001 | Ladda upp en bild av detta fornminne |
| Harg 90:1                            | Gravfält            |              | Harg, Uppland       |       | 60.102548, 18.409285 | 10023500900001 | Ladda upp en bild av detta fornminne |
| Harg 91:1                            | Gravfält            |              | Harg, Uppland       |       | 60.113922, 18.403200 | 10023500910001 | Ladda upp en bild av detta fornminne |
| Harg 92:1                            | Gravfält            |              | Harg, Uppland       |       | 60.114800, 18.398031 | 10023500920001 | Ladda upp en bild av detta fornminne |
| Harg 93:1                            | Gravfält            |              | Harg, Uppland       |       | 60.111517, 18.399191 | 10023500930001 | Ladda upp en bild av detta fornminne |
| Harg 95:1                            | Gravfält            |              | Harg, Uppland       |       | 60.138376, 18.398874 | 10023500950001 | Ladda upp en bild av detta fornminne |
| Harg 96:1                            | Gravfält            |              | Harg, Uppland       |       | 60.118693, 18.359828 | 10023500960001 | Ladda upp en bild av detta fornminne |
| Harg 103:1                           | Gravfält            |              | Harg, Uppland       |       | 60.105804, 18.469461 | 10023501030001 | Ladda upp en bild av detta fornminne |
| Harg 105:1                           | Gravfält            |              | Harg, Uppland       |       | 60.120953, 18.492042 | 10023501050001 | Ladda upp en bild av detta fornminne |
| Harg 111:1                           | Stensättning        |              | Harg, Uppland       |       | 60.080671, 18.411763 | 10023501110001 | Ladda upp en bild av detta fornminne |
| Harg 111:2                           | Stensättning        |              | Harg, Uppland       |       | 60.081039, 18.411430 | 10023501110002 | Ladda upp en bild av detta fornminne |
| Harg 111:3                           | Stensättning        |              | Harg, Uppland       |       | 60.080664, 18.411252 | 10023501110003 | Ladda upp en bild av detta fornminne |
| Harg 111:4                           | Stensättning        |              | Harg, Uppland       |       | 60.080789, 18.411206 | 10023501110004 | Ladda upp en bild av detta fornminne |
| Harg 112:2                           | Gravfält            |              | Harg, Uppland       |       | 60.082155, 18.410297 | 10023501120002 | Ladda upp en bild av detta fornminne |
| Harg 114:1                           | Runristning         |              | Harg, Uppland       |       | 60.153309, 18.420975 | 10023501140001 | Ladda upp en bild av detta fornminne |
| Harg 131:1                           | Röse                |              | Harg, Uppland       |       | 60.080020, 18.410518 | 10023501310001 | Ladda upp en bild av detta fornminne |
| Harg 146:1                           | Stensättning        |              | Harg, Uppland       |       | 60.194105, 18.538639 | 10023501460001 | Ladda upp en bild av detta fornminne |
| Harg 188:1                           | Stensättning        |              | Harg, Uppland       |       | 60.239159, 18.396408 | 10023501880001 | Ladda upp en bild av detta fornminne |
| Harg 188:2                           | Stensättning        |              | Harg, Uppland       |       | 60.238963, 18.397258 | 10023501880002 | Ladda upp en bild av detta fornminne |
| Skärudden (Harg 191:1)               | Lägenhetsbebyggelse |              | Harg, Uppland       |       | 60.182122, 18.432969 | 10023501910001 | Ladda upp en bild av detta fornminne |
| Nyskärstorp (Harg 192:1)             | Lägenhetsbebyggelse |              | Harg, Uppland       |       | 60.182935, 18.431324 | 10023501920001 | Ladda upp en bild av detta fornminne |
| Harg 203:1                           | Gravfält            |              | Harg, Uppland       |       | 60.083263, 18.408557 | 10023502030001 | Ladda upp en bild av detta fornminne |
| Harg 203:2                           | Gravfält            |              | Harg, Uppland       |       | 60.083805, 18.408584 | 10023502030002 | Ladda upp en bild av detta fornminne |
| Harg 204:1                           | Stensättning        |              | Harg, Uppland       |       | 60.079772, 18.410211 | 10023502040001 | Ladda upp en bild av detta fornminne |
| Harg 204:2                           | Stensättning        |              | Harg, Uppland       |       | 60.079518, 18.409763 | 10023502040002 | Ladda upp en bild av detta fornminne |
| Harg 204:3                           | Stensättning        |              | Harg, Uppland       |       | 60.079455, 18.409596 | 10023502040003 | Ladda upp en bild av detta fornminne |
| Harg 204:4                           | Stensättning        |              | Harg, Uppland       |       | 60.079634, 18.410203 | 10023502040004 | Ladda upp en bild av detta fornminne |
| Harg 206:1                           | Gravfält            |              | Harg, Uppland       |       | 60.086796, 18.405263 | 10023502060001 | Ladda upp en bild av detta fornminne |
| Harg 209:1                           | Gravfält            |              | Harg, Uppland       |       | 60.104999, 18.404324 | 10023502090001 | Ladda upp en bild av detta fornminne |
| Harg 212:1                           | Stensättning        |              | Harg, Uppland       |       | 60.112933, 18.404994 | 10023502120001 | Ladda upp en bild av detta fornminne |
| Harg 214:1                           | Gravfält            |              | Harg, Uppland       |       | 60.226738, 18.406947 | 10023502140001 | Ladda upp en bild av detta fornminne |
| Harg 217:1                           | Gravfält            |              | Harg, Uppland       |       | 60.090458, 18.409601 | 10023502170001 | Ladda upp en bild av detta fornminne |
| Harg 220:1                           | Stensättning        |              | Harg, Uppland       |       | 60.203574, 18.290268 | 10023502200001 | Ladda upp en bild av detta fornminne |
| Harg 220:2                           | Stensättning        |              | Harg, Uppland       |       | 60.203717, 18.290078 | 10023502200002 | Ladda upp en bild av detta fornminne |
| Harg 224:1                           | Röse                |              | Harg, Uppland       |       | 60.139925, 18.391848 | 10023502240001 | Ladda upp en bild av detta fornminne |
| Harg 225:1                           | Stensättning        |              | Harg, Uppland       |       | 60.135225, 18.396315 | 10023502250001 | Ladda upp en bild av detta fornminne |
| Harg 227:1                           | Gravfält            |              | Harg, Uppland       |       | 60.134729, 18.405458 | 10023502270001 | Ladda upp en bild av detta fornminne |
| Sundtorpet (Harg 235:1)              | Lägenhetsbebyggelse |              | Harg, Uppland       |       | 60.194534, 18.505397 | 10023502350001 | Ladda upp en bild av detta fornminne |
| Olof-Pers stuga (Harg 244:1)         | Lägenhetsbebyggelse |              | Harg, Uppland       |       | 60.199466, 18.428398 | 10023502440001 | Ladda upp en bild av detta fornminne |
| Erik Johans torp (Harg 256:1)        | Lägenhetsbebyggelse |              | Harg, Uppland       |       | 60.219101, 18.448521 | 10023502560001 | Ladda upp en bild av detta fornminne |
| Höghatt (Harg 264:1)                 | Lägenhetsbebyggelse |              | Harg, Uppland       |       | 60.190649, 18.328536 | 10023502640001 | Ladda upp en bild av detta fornminne |
| Masugnsberg, Strömsberg (Harg 266:1) | Lägenhetsbebyggelse |              | Harg, Uppland       |       | 60.190664, 18.317935 | 10023502660001 | Ladda upp en bild av detta fornminne |
| Harg 269:1                           | Lägenhetsbebyggelse |              | Harg, Uppland       |       | 60.191040, 18.312007 | 10023502690001 | Ladda upp en bild av detta fornminne |
| Harg 271:1                           | Lägenhetsbebyggelse |              | Harg, Uppland       |       | 60.190665, 18.307297 | 10023502710001 | Ladda upp en bild av detta fornminne |
| Lötatorp Andes Thoms (Harg 273:1)    | Lägenhetsbebyggelse |              | Harg, Uppland       |       | 60.209251, 18.412725 | 10023502730001 | Ladda upp en bild av detta fornminne |
| Murmästarens torp (Harg 274:1)       | Lägenhetsbebyggelse |              | Harg, Uppland       |       | 60.207096, 18.410916 | 10023502740001 | Ladda upp en bild av detta fornminne |
| Västansjö (Harg 281:1)               | Lägenhetsbebyggelse |              | Harg, Uppland       |       | 60.137848, 18.357863 | 10023502810001 | Ladda upp en bild av detta fornminne |
| Harg 285:1                           | Gravfält            |              | Harg, Uppland       |       | 60.094575, 18.323649 | 10023502850001 | Ladda upp en bild av detta fornminne |
| Malsättra fäbodar (Harg 294:1)       | Fäbod               |              | Harg, Uppland       |       | 60.089009, 18.374111 | 10023502940001 | Ladda upp en bild av detta fornminne |
| Harg 296:1                           | Stensättning        |              | Harg, Uppland       |       | 60.085030, 18.390671 | 10023502960001 | Ladda upp en bild av detta fornminne |
| Harg 300:1                           | Röse                |              | Harg, Uppland       |       | 60.198623, 18.544606 | 10023503000001 | Ladda upp en bild av detta fornminne |